# 강성주 (1987년)
강성주(姜聲柱, 1991년 9월 13일 ~ )는 대한민국의 스포츠에이전트 겸 스포츠해설가이다.

## 학력
2006년 호남대학교 축구학 학사

## 경력
(주)갤럭시아에스엠 소속 축구에이전트 (2014년) ~)
대한축구협회 공인 축구중개인 (2016년 ~ )
제12회 차범근축구상 장려상 수상 (2000년)